# Drypetes perakensis
Drypetes perakensis là một loài thực vật có hoa trong họ Putranjivaceae. Loài này được Gage mô tả khoa học đầu tiên năm 1922.